# Jack Hebden
Jack T. Hebden (sinh năm 1900) là một cầu thủ bóng đá người Anh từng thi đấu ở vị trí hậu vệ phải.

## Sự nghiệp
Sinh ra ở Castleford, Hebden thi đấu cho Castleford Town, Bradford City, West Ham United và Fulham.
Đối với Bradford City ông có 3 lần ra sân ở Football League.